# Fidonia algeriensis
Fidonia algeriensis là một loài bướm đêm trong họ Geometridae.